# Povžane
Povžane – wieś w Słowenii, w gminie Hrpelje-Kozina. 1 stycznia 2017 liczyła 108 mieszkańców.